# Wes Brisco
Wesley "Wes" Brisco (nascido em 21 de fevereiro de 1983) é um lutador americano de wrestling profissional, conhecido pela sua passagem na Total Nonstop Action Wrestling (TNA), onde onde foi um dos membros dos Aces & Eights. Ele é também faz parte da família de wrestling Brisco, sendo o filho de Gerald Brisco e sobrinho de Jack Brisco.

## Carreira

### World Wrestling Entertainment (2009-2011)
Brisco assinou um contrato de desenvolvimento com a World Wrestling Entertainment em 2009 e foi enviado à Florida Championship Wrestling para formação complementar. Ele estreou em 3 de março de 2009, vencendo uma Battle royal. No ano seguinte, ele formou uma dupla com Xavier Woods, ganhando o FCW Florida Tag Team Championship em 4 novembro de 2010, quando derrotou os campeões anteriores, Johnny Curtis e Derrick Bateman. Em 1 de dezembro, Woods e Brisco vagaram o título, depois de Brisco foi afastado devido a uma lesão. Após isso, Brisco foi liberado de seu contrato.

### Circuito independente (2011-2012)
Depois de ser libertado da WWE, Brisco começou a lutar no circuito independente, principalmente na Flórida. Briscoe estreou no circuito independente na Florida Wrestling Underground, em 14 de outubro de 2011, quando ele em parceria com Dakota Darsow derrotaram JD Maverick e Kendrick Kennedy. As duas equipes começaram a rivalizar e tomou outro em uma competição de duplas com ambos os lados alcançar vitórias e derrotas. Em 6 de março de 2012, a disputa culminou em uma Luta Street Fight não tem impedido de se tornar os desafiantes pelo FUW Tag Team Championship que Maverick e Kendrick venceram. Brisco e Darsow dividiram-se procurando vitórias em competições individuais. Derrotando Bruce Santee apenas alguns dias após a separação da equipe e passou a perder de Santee pelo FUW Heavyweight Championship. A disputa terminou em uma Dark match no Ring of Honor com Santee, mais uma vez sair por cima. Em 24 de abril Brisco derrotado Fidel Sierra pelo FUW Cuban Heavyweight Championship. Ele iria segurar o título por vários meses, rivalizando com adversários como Sam Shaw, Nick Fame e Darsow. Em 7 de julho, Brisco perdeu o Cuban Heavyweight Championship para JD  Maverick e também veio a ser sua luta de despedida.
Brisco foi em uma excursão longa de vários meses em Porto Rico na promoção World Wrestling Council, que começou em 14 de julho, quando ele derrotou o Mr. X. Ele também derrotou Donny Fuggedaboudit e Johnny Fuggedaboudit com JD Maverick para coroar-los como os primeiros CWF Tag Team Champions no CWF SuperClash em 4 de agosto de 2012 em Orlando, Flórida . Ele também ganhou outro torneio com Cassidy Riley, derrotando The Headbangers, para ganhar seu primeiro  NWA Ring Warriors Global Tag Team Championship. Em 26 de outubro de 2012, na World Wrestling Council ele competiu contra o WWC Universal Heavyweight Champion Rey Fénix e Andy Leavine em um esforço de perder em uma luta sem o título. Mais tarde ele foi (kayfabe) demitido da promoção pelo comportamento áspero entre ele e Carlito. Em 23 de fevereiro de 2013 Brisco e Riley perderam o Ring Warriors Global Tag Team Championship.

### Total Nonstop Action Wrestling (2012-2014)

#### Gut Check e Aces & Eights (2012-2013)

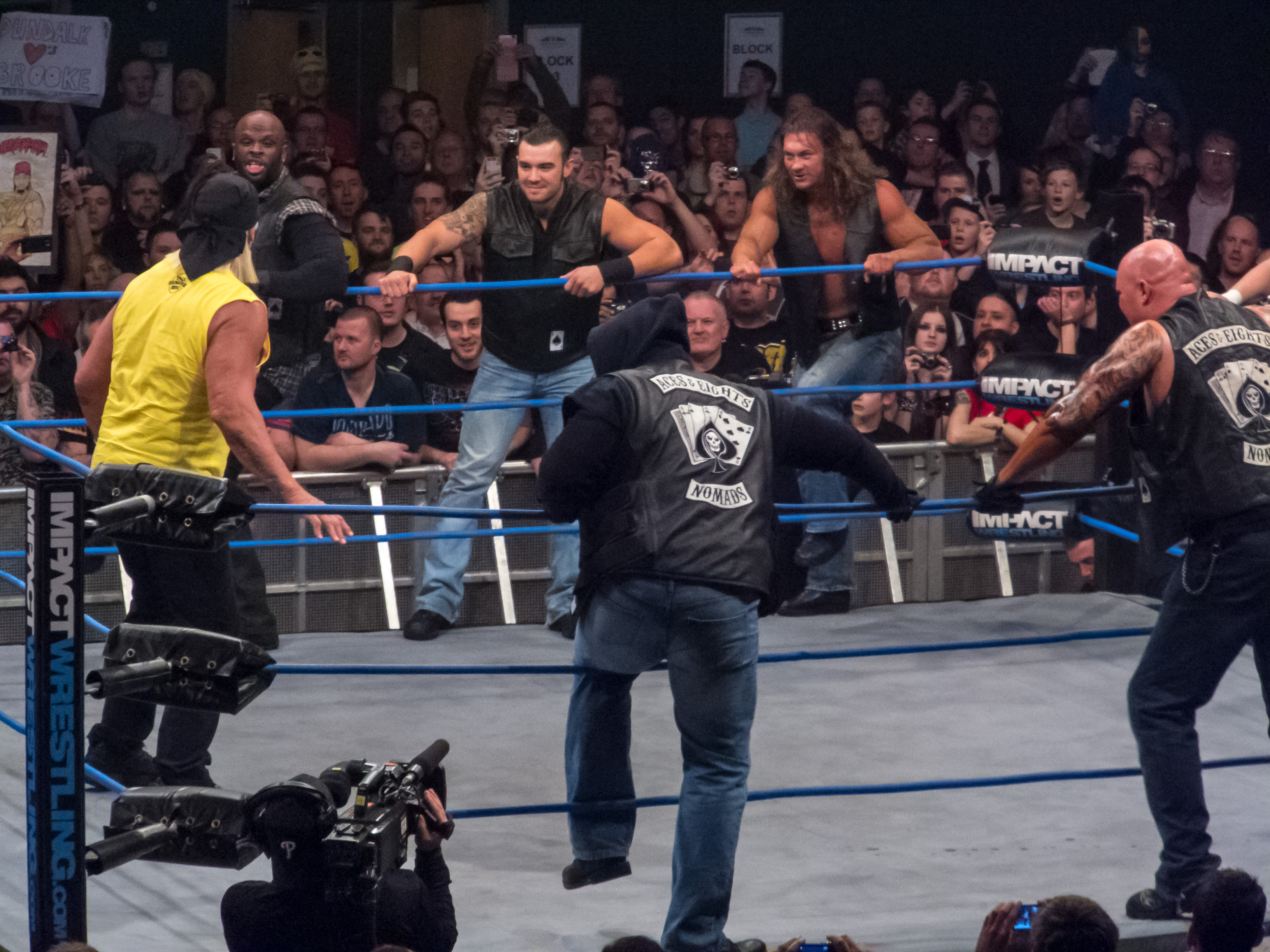
Wes Brisco e o resto dos Aces & Eights cercando Hulk Hogan.

Em 13 de setembro de 2012, Brisco apareceu no Impact Wrestling em um segmento de bastidores conversando com Kurt Angle, incluindo o episódio de 11 de outubro. Três dias depois, ele apareceu no Bound for Glory durante a entrada de Angle. Na edição de 15 de novembro do Impact Wrestling, Brisco iria se defender dos Aces & Eights com um tubo de metal, salvando Ângulo e Garett Bischoff no processo. Depois de muita consideração por Bruce Prichard, Al Snow e D'Lo Brown, foi anunciado que Brisco estaria recebendo uma chance no Gut Check na semana seguinte no Open Fight Night. Na edição de 22 de novembro do Impact Wrestling, Brisco competiram em uma Luta Gut Check derrotando Garett Bischoff e tornando-se o primeiro concorrente a ganhar a sua luta de prova. No pay-per-view Final Resolution juntamente com Kurt Angle, Samoa Joe e Garett Bischoff, derrotaram Devon, DOC e outros dois membros mascarados dos Aces & Eights em uma luta de quartetos. No episódio seguinte do Impact Wrestling, Brisco e Bischoff se uniram para derrotar Robbie E e Robbie em uma luta de duplas.
No episódio de 31 de janeiro de o Impact Wrestling, Brisco e Bischoff revelaram-se como membros dos Aces & Eights e atacaram Kurt Angle, transformando-se num vilão no processo. Brisco explicou por sua vez, na semana seguinte, alegando que ele não deveria ter começado tão "em baixa", devido ele ser parte da família Brisco. Em 10 de março no Lockdown, Brisco derrotou Angle em uma luta numa jaula de aço, após a interferencia do vice-presidente dos Aces & Eights, D'Lo Brown. No episódio de 5 de setembro do Impact Wrestling, Brisco e Garett Bischoff venceram os campeões mundiais de duplas da TNA James Storm e Gunner em um combate sem o título deles em jogo. No episódio de 26 de setembro do Impact Wrestling, Magnus, Samoa Joe e Sting derrotaram Garrett Bischoff, Knux e Brisco em uma luta de trios depois de Joe fazer Brisco desistir após ele aplicar um Coquina Clutch. Após o combate, Bully Ray veio ao ringue e disse a Brisco que ele estava fora dos Aces & Eights, mas Brisco se recusou a entregar seu colete a Ray. Este, em seguida, bateu em Brisco com um Clothesline e um Piledriver, sendo que após isso Knux e Bischoff, eventualmente, tiraram o colete de Brisco e o devolveu a Ray, removendo Brisco oficialmente do grupo. Meses mais tarde, em 13 de janeiro de 2014, Brisco foi liberado do seu contrato.

## Vida pessoal
Brisco nasceu em Tampa, Flórida. Ele é filho de Gerald Brisco e sobrinho de Jack Brisco. Em 20 de outubro de 2012, Brisco foi hospitalizado devido a problemas com seus rins.
Em 20 de outubro de 2012, Brisco foi hospitalizado devido a insuficiência renal resultante da desidratação.

## No wrestling
- Movimentos de finalização
  - Brisco Roll[19] (Gannosuke Clutch)
- Temas de entrada
  - "Deadman's Hand (Instrumental) por Dale Oliver (18 de outubro de 2012 - 26 de setembro de 2013; usado enquanto parte dos Aces & Eights)[20]

## Campeonatos e realizações
- Continental Wrestling Federation
  - CWF Tag Team Championship (1 vez) - com JD Maverick[21]
- Florida Championship Wrestling
  - FCW Florida Tag Team Championship (1 vez) - com Xavier Woods[3]
- Florida Undergroung Championship
  - UW Cuban Championship (1 vez)
- Ring Warriors
  - Ring Warriors Global Tag Team Championship (1 vez) - com Cassidy Riley
- Pro Wrestling Illustrated
  - O PWI classificou-o em #328 dos 500 melhores lutadores individuais em 2011[22]
- Total Nonstop Action Wrestling
  - Vencedor do Gut Check[23]